# Vlado Goreski
Vlado Goreski, makedonski in slovenski umetnik, * 21. april 1958, Bitola, SR Makedonija.

## Življenje
Vlado Goreski je makedonski im slovenski slikar in grafik. Po končani osnovni šoli je srednjo šolo končal v Bitoli. Potem je študiral zgodovino umetnosti na filozofski fakulteti v Skopju, kjer je diplomiral in zaključil podiplomski študij grafike. Leta 1994 je bil izvoljen za predsednika Mednarodnega grafičnega trienala v Bitoli.. Kot kustos za sodobno umetnost dela v Inštitutu in muzeju v Bitoli,  živi v Bitoli, Severna Makedonija..

## Delo
Imel je preko 20 samostojnih razstav, sodeloval pa je na več kot 150 skupinskih doma in po svetu.
Slovenija,.
 Francija,.
Britanija,.
Italija.Mehika...

## Nagrade
Za svoje delo je prejel 20 domačih in mednarodnih priznanj. Med nagradami izstopa tista, ki jo je prejel na mednarodnem bienalu v Iasiju, Romunija, 2017.